# Gotha Go 145

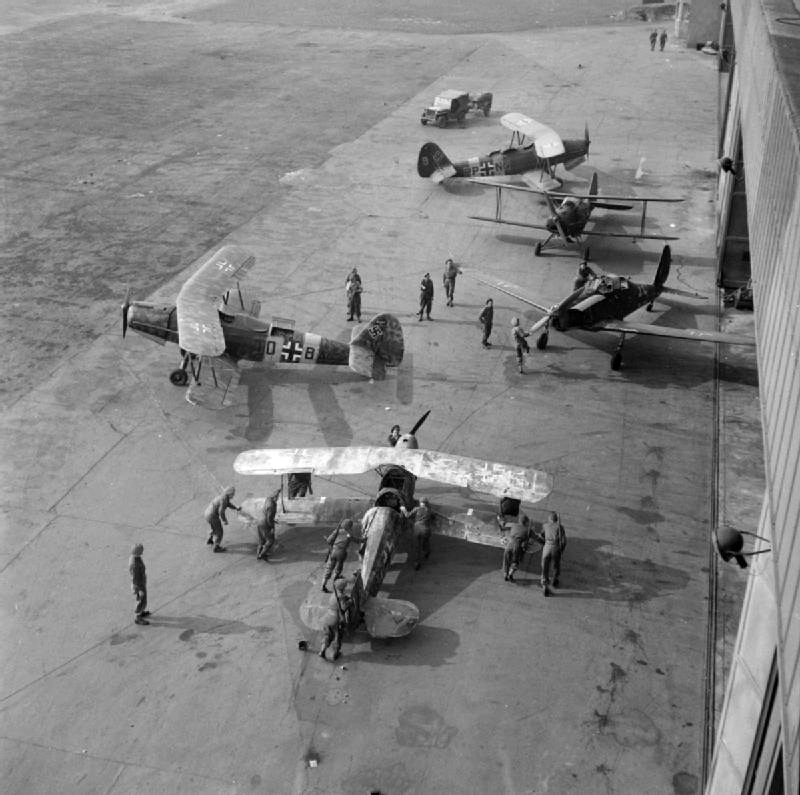
Brittiska trupper beslagtar övergivna Go 145-biplan och ett Arado Ar 96 på flygplatsen i Celle, april 1945

Gotha Go 145, tyskt skolflygplan (biplan) från 1930-talet.
Planet var det första plan som återuppväckta Gothaer Waggonfabrik AG tillverkade  (Gotha hade tvingats stänga till följd av Versaillesfreden) . 
Luftwaffe använde planet som skolflygplan och senare på östfronten för att om nätterna släppa små bomber över de ryska linjerna. Planet byggdes i över 9 500 exemplar och inte bara av Gotha utan också av Ago, BFW och Focke-Wulf och på licens i Spanien (av CASA med beteckningen CASA 1145-L) och i Turkiet.

## Varianter
- Go 145A, första produktionsvarianten.
- Go 145B, denna variant hade sluten cockpit och något modifierade landningshjul. Den kom i användning 1935.
- Go 145C, den slutliga produktionsversionen, den var försedd med en 7,92 mm kulspruta monterad vid bakre cockpiten för att användas för skytteträning.